# Henk van Ulsen
Hendrik (Henk) van Ulsen (Kampen, 8 mei 1927 – Bussum, 28 augustus 2009) was een Nederlands acteur. Hij speelde in vele toneelstukken en televisieseries. Ook leende hij zijn karakteristieke stemgeluid veelvuldig voor reclame, documentaires en informatieve series als Steden en hun Verleden en Steden des Tijds voor Teleac. Tevens was hij te horen als voorlezer van diverse luisterboeken.
Henk van Ulsen speelde in 1974 in België de rol van Stefan Pielek in de film ‘Golden Ophelia’ van Marcel Martin naar de gelijknamige roman van Ward Ruyslinck. Op het Internationaal Filmfestival van Triëste 1975 werd Henk van Ulsen bekroond met de ‘Zilveren Asteroïde’: de prijs voor de beste mannelijke hoofdrolvertolker. “Voor zijn moderne en complexe uitbeelding van een personage dat de tegenstrijdigheid tussen de maatschappij en de mens aan het licht brengt.”

## Leven en werk
Van Ulsen studeerde in 1949 cum laude af aan de Toneelschool te Amsterdam. Op televisie acteerde Van Ulsen onder meer in Floris, Kunt u mij de weg naar Hamelen vertellen, mijnheer?, De kleine waarheid, Pension Hommeles, De vloek van Woestewolf en Willem van Oranje. In 1963 speelde hij de hoofdrol in de Nederlandse speelfilm De Vergeten Medeminnaar. Ook verleende hij zijn medewerking aan Hadimassa, een populair satirisch Nederlands televisieprogramma dat van 1967 tot 1972 door de VARA werd uitgezonden.
In het theater was hij onder meer te zien in Zoo story (1961), Dagboek van een gek (vanaf 1965), Een Midzomernachtsdroom (1967), Dode zielen, Virgule (1976-1977), Mijn held Tsjitsjikow (1977-1978), Leocadia (1985-1986), No exit (1988), Job op Schokland (1992), Het leven van Galilei (2001), Stervelingen (2001), Requiem voor een zwaargewicht (2003), Spelen met woorden (2004) en Dood in Venetië (2007).
Van Ulsen kreeg in 1970 de Louis d'Or toegekend. Ook won hij de Albert van Dalsumprijs, een Edison Klassiek (1967) en diverse erepenningen; vooral voor zijn vertolking van het Bijbelboek Prediker werd hem in 1978 de Spaanprijs toegekend. In 1980 werd hij benoemd tot Ridder in de orde van Oranje Nassau. In 1999 vierde hij zijn vijftigjarig jubileum als acteur en had een gastrol als piano leraar "Alexander Ruebsamen" in de populaire RTL 4 televisieserie Baantjer; De Cock en de pianomoord, uitgezonden op vrijdagavond  26 november 1999.
Ter gelegenheid van zijn 80ste verjaardag en de 150ste geboortedag van IJsselschilder Jan Voerman werd een speciale tentoonstelling ingericht in het Museum De Fundatie te Zwolle. Op zijn tachtigste verjaardag speelde hij een voorstelling van Dood in Venetië in zijn geboortestad Kampen. Bij het slotapplaus werd hij door het aanwezige publiek toegezongen.

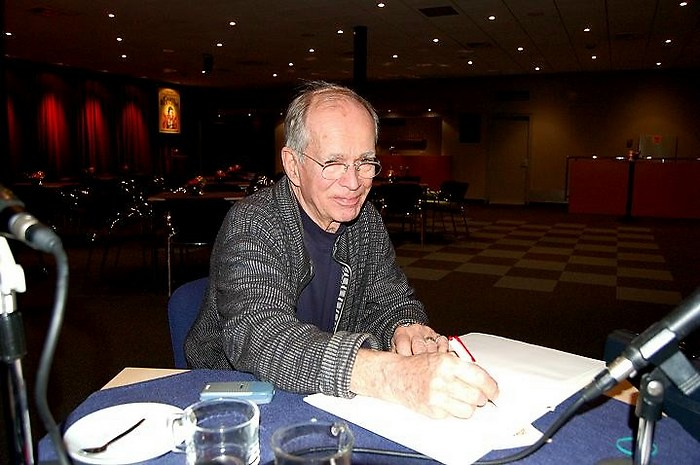
Henk van Ulsen

Van Ulsen overleed op 28 augustus 2009 op 82-jarige leeftijd aan een hartstilstand. Hij was in de laatste weken van zijn leven nog volop actief als acteur. Het archief van Henk van Ulsen bevindt zich in de theatercollectie van Bijzondere Collecties van de Universiteit van Amsterdam.

## Herinneringssteentje
In Kampen aan het  hof van Breda is een herinneringssteentje geplaatst als dank voor zijn bijdrage aan de promotie van de stad.

## Discografie
- 1967 - Dagboek van een gek - 12"lp - Philips - P 12 758 L (mono)
- 1967 - Met 't oog op kleinkunst - 12"lp - Philips - 844 043 PY (stereo)